# قاسم روانبخش
قاسم روانبخش (زاده ۱ شهریور ۱۳۳۷) روحانی، روزنامه‌نگار و فعال سیاسی اهل میبد یزد است. وی نماینده مردم قم در دوره دوازدهم مجلس شورای اسلامی و از شاگردان مصباح یزدی و عضو شورای مرکزی جبهه پایداری انقلاب اسلامی است. روانبخش دبیر سیاسی نشریه پرتو سخن و عضو هیئت علمی مؤسسه آموزشی و پژوهشی امام خمینی است.
روانبخش در انتخابات مجلس هفتم از قم نامزد شد اما نفر چهارم شد و به مجلس راه نیافت. وی در انتخابات مجلس دوازدهم از حوزه انتخابیه قم توانست وارد مجلس شورای اسلامی شود. در دوره یازدهم نیز وی از حوزه انتخابیه میبد و تفت داوطلب نمایندگی مجلس شده‌بود.
وی برای انتخابات چهارمین دوره شورای شهر تهران نیز ثبت نام کرد اما انصراف داد.

## مواضع سیاسی
حمایت از طرح صیانت و لایحه عفاف و حجاب: وی در ۱۶ آبان ۱۴۰۲ از شورای نگهبان خواست مخالفان طرح هاى صیانت و حجاب را در انتخابات مجلس رد صلاحیت کند.